# Cynoglossum
- Commons
- Wikispecies

Cynoglossum L. é um gênero de plantas pertencente à família Boraginaceae.

## Sinonímia
| - Austrocynoglossum Popov ex R. R. Mill - Crucicaryum Brand | - Paracaryopsis (Riedl) R. R. Mill - Paracynoglossum Popov |

## Espécies
| - Cynoglossum amabile - Cynoglossum apenninum - Cynoglossum australe - Cynoglossum borbonicum - Cynoglossum boreale - Cynoglossum castellanum - Cynoglossum cheirifolium - Cynoglossum clandestinum - Cynoglossum coeruleum - Cynoglossum columnae - Cynoglossum creticum - Cynoglossum dioscorides | - Cynoglossum furcatum - Cynoglossum geometricum - Cynoglossum grande - Cynoglossum hungaricum - Cynoglossum lanceolatum - Cynoglossum nervosum - Cynoglossum occidentale - Cynoglossum officinale - Cynoglossum triste - Cynoglossum virginianum - Cynoglossum wallichii - Cynoglossum zeylanicum |

- Lista completa

## Classificação do gênero
| Sistema | Classificação                      | Referência               |
| ------- | ---------------------------------- | ------------------------ |
| Linné   | Classe Pentandria, ordem Monogynia | Species plantarum (1753) |